# Variedad biológica
La Variedad (latín varietas, abreviatura var.) es en Biología un rango taxonómico, que ahora se utiliza solo en la Botánica. 
La variedad es un rango secundario entre subespecies y formas y se utiliza para las poblaciones que difieren solo ligeramente de la especie Tipo. 
Anteriormente, eran comunes los términos de modificación o categoría.
En la reproducción de las rosas, se utiliza el término de "portes".

## Botánica
Una variedad incluye muchas poblaciones, con características únicas o en las que las características únicas difieren muy poco de la forma tipo, a diferencia de la subespecie, que tiene un área de distribución específica. Así, las dos variedades del perifollo (Anthriscus cerefolium) se distinguen solo en los matices del sabor del fruto y su maduración.
A menudo, una variedad que no es un grupo de parentesco natural, sino que incluye un grupo de características, pero taxonómicamente funciones poco relevantes. Muy a menudo no tienen ni un área separada, sin embargo tienen un sitio específico de encuentro. Por tanto, la importancia biológica de las características y por lo tanto la variedad está a menudo poco clara.

## Zoología
De acuerdo con el artículo 45.6.3 y 4 ICZN son las variedades que fueron publicadas antes de 1961, como tal, son consideradas hoy en día como una subespecie. Descripciones después de 1960 se hace referencia en el artículo 15.2 que por debajo de la subespecie situadas fuera del ámbito de aplicación del código.

## Historia
La palabra latina varietas estuvo utilizada mucho tiempo antes de Linneo en la sistemática con el significado de "la diversidad, la modificación, la alteración“. Por la cual se describieron las pequeñas variaciones en el tipo ideal de la especie. En general, los primeros taxónomos hicieron de la variación un concepto tosco, pues su pensamiento estaba todavía dominado por el esencialismo, y no por un pensamiento poblacional.
Linneo fue el primero en formalizar el concepto de variedad. Para él y otros de los primeros taxónomos la variedad fue el único rango por debajo de las variedades de especie. Para Linneo fueron en general poco importantes, sino que las considera como modificaciones reversibles. 
Sin embargo, la variedad de Linneo forma un grupo muy heterogéneo de las desviaciones de las características del tipo. Resumió aquí juntos por lo menos cuatro fenómenos diferentes: modificaciones no genéticas debido a las diferencias en la dieta, el clima, etc, las razas de los animales domésticos y de cultivos, la variación fijada genéticamente dentro de una población y razas geográficas. Así que no era como las características hereditarias en sí mismas, las diferencias entre los individuos y entre poblaciones. En su Philosophia Botanica (1751) Escribió, por ejemplo, en el apartado de la variedad vegetal, la influencia del clima o el suelo las que desaparecerían en un clima o suelo diferente. En la sección sobre los animales en la que presentó las características hereditarias de las razas, así como variedades. Los nombres de las variedades eran con frecuencia en caracteres griegos. Y anexos a los nombres de especies. La variedad ha sido durante mucho tiempo el rango más importante por debajo del de especie.
Temprano, como ya indicó Linneo, diferió la importancia de la variedad en la zoología o en la botánica. Los zoólogos utilizan mucho la variedad, mientras que los botánicos designan así a las razas geográficas o variedades cultivadas, siendo variantes dentro de una población.
A mediados delsiglo XIX comenzó en la zoología, la separación conceptual de subespecies razas y variedades geográficas de variantes a aplicar dentro de una población. Como resultado de ello, desapareció en la zoología, el término variedad en gran parte de la taxonomía y solo se utiliza en algunas áreas para las variaciones individuales. También en la variedad botánica resuelto el rango de las subespecies por debajo de la clase más importante, sin embargo, se conserva en el sentido descrito anteriormente. En América del Norte, la variedad que se obtiene en el campo de la botánica, sin embargo se aplica en gran medida en el mismo sentido que la subespecie.